# Marina Karnaushchenko
Marina Karnaushchenko (née le 2 octobre 1988) est une athlète russe, spécialiste du 400 mètres.

## Biographie
Elle remporte la médaille de bronze du relais 4 × 400 mètres lors des Championnats du monde en salle 2012, à Istanbul, aux côtés de ses compatriotes Yulia Gushchina, Kseniya Ustalova et Aleksandra Fedoriva. L'équipe de Russie est devancée par le Royaume-Uni et par les États-Unis.

## Palmarès
| Date | Compétition                    | Lieu     | Résultat | Épreuve   |
| ---- | ------------------------------ | -------- | -------- | --------- |
| 2011 | Universiade                    | Shenzhen | 1re      | 4 × 400 m |
| 2012 | Championnats du monde en salle | Istanbul | DQ       | 4 x 400 m |